# Preston 28-02-1980
Preston 28-02-1980 is een album van Joy Division. Het bevat live tracks van een optreden dat Joy Division 28 februari 1980 in Preston speelde in het Warehouse.

## Tracks
1. Incubation
2. Wilderness
3. Twenty Four Hours
4. The Eternal
5. Heart And Soul
6. Shadowplay
7. Transmission
8. Disorder
9. Warsaw
10. Colony
11. Interzone
12. She's Lost Control

Ian Curtis · Peter Hook · Stephen Morris · Bernard Sumner